# Porterandia macroptera
Porterandia macroptera är en måreväxtart som först beskrevs av Friedrich Anton Wilhelm Miquel, och fick sitt nu gällande namn av Deva D. Tirvengadum. Porterandia macroptera ingår i släktet Porterandia och familjen måreväxter. Inga underarter finns listade i Catalogue of Life.